# Кызылсуат
Кызылсуат (каз. Қызылсуат, до 1999 г. — Калинино) — село в Целиноградском районе Акмолинской области Казахстана. Административный центр Кызылсуатского сельского округа. Находится примерно в 42 км к востоку от центра села Акмол. И 1.5 км от столицы Астана. Код КАТО — 116672380. Отсутствует инфраструктура. С 2023 организовано наружнее освещение. Отопление в домах на твердом топливе или сжиженном газе. С 2020 года входит в Кызылсуатский сельский округ Акмолинской области. Акимат округа находится в поселке Кызылсуат. Аким — Сальменов Уразбай Кубашевич. С 2020 года жителям стало доступно государственное электричество. С августа 2020 организован вывоз мусора.

## География
Село расположено на левом берегу старицы Ишима — Карасу. Самый ближайший населённый пункт к Левому берегу, всего 1.5 километра.

## Население
В 1999 году население села составляло 368 человек (185 мужчин и 183 женщины). По данным переписи 2009 года, в селе проживали 684 человека (328 мужчин и 356 женщин). По факту население значительно превышает официальные данные, так как в связи с отсутствием оперативной медицинской скорой помощи население имеет городскую прописку в г. Астана.